# Builth Castle
Builth Castle (walisisk: Castell Llanfair-ym-Muallt) var en borg, der blev opført af Edvard 1. i 1277, umiddelbart uden for byen Builth Wells, Powys, Wales. Mens den endnu stod var det en stor stenfæstning, men alt murværk er blevet fjernet, og det eneste som endnu er bevaret er den forhøjning, hvor den stod, samt voldgrave og jordvolde.